# توم لونغ (لاعب كرة قاعدة)
توم لونغ (بالإنجليزية: Tom Long)‏ هو لاعب كرة قاعدة أمريكي، ولد في 22 أبريل 1898 في ممفيس في الولايات المتحدة، وتوفي في 16 سبتمبر 1973 في لويفيل في الولايات المتحدة.

## وصلات خارجية
- توم لونغ على موقعبيزبول رفرنس.كوم (الدوري الرئيسي) (الإنجليزية)
- توم لونغ على موقعبيزبول رفرنس.كوم (الدوري الثانوي) (الإنجليزية)